# 1902-й самохідний артилерійський полк (СРСР)
1902-й Кременчуцький Червонопрапорний, орденів Суворова і Кутузова самохідно-артилерійський полк — радянське військове з'єднання у складі 5 гвардійської армії. Був полком резерву Ставки Верховного Головнокомандуючого і призначався для посилення частин і з'єднання на найважчих ділянках фронту.

## Склад та командування
За штатним розкладом полк складався з 4-х батарей по 5 САУ в кожній.
Командиром полку бил призначений підполковник Грдзелішвілі Микола Спиридонович. Уродженець Грузії (с. Сева Онського р-ну), кадровий військовий, учасник оборони Москви — він став першим і беззмінним командиром полку і пройде в його рядах до самої перемоги. За мужність і відвагу будет нагороджений орденами Леніна, Суворова 3й ступеня, Олександра Невського, Червоної зірки, трьома — Бойового Червоного Прапора, багатьма медалями.

## Історія
1902 самохідно-артилерійський полк був сформований в липні 1943 року в с. Єздочне Воронезької області. Цей полк став одним з перших трьох полків самохідної артилерії в Червоній армії. Він був полком резерву Ставки Верховного Головнокомандуючого і призначався для посилення частин і з'єднання на найважчих ділянках фронту.
31 липня 1943 року полк увійшов до складу 5-ї гвардійської армії, а 2 серпня 1943 фактично прибув до її розташування. У складі полку було всього 15 СУ-76И. До 14 серпня полк у бій не вводився, а займався ремонтом САУ і чекав поповнення автотранспортом (спочатку кількість автомобілів в САП становило 10% від штатної чисельності). В цей же час на укомплектування полку надійшло п'ять СУ-122.

### Перші бої
З 14 по 31 серпня полк брав участь у п'яти боях (в середньому на 2-3 бої більше, ніж будь-який інший полк армії). За цей період самоходчики знищили два танки, дев'ять гармат, 12 кулеметів і до 250 чоловік солдатів і офіцерів.
Згідно з доповіддю командира полку від 1 вересня 1943 р. «Всі машини, що брали участь у попередніх боях, мають пошкодження. Окремі машини відновлювалися по кілька разів, вся матчастину СУ-76 (на базі трофейних Pz III) зношена і знаходиться в поганому стані. Із 21 САУ за списком у строю только 9 машин, інші в ремонті. Полк постійно не доукомплектований, підготовка особового складу — задовільна».
У вересні 1943 року полк брав участь у 14 боях, у які одночасно вводилося від двох до семи САУ. Вогнем самохідних установок надавалась суттєва допомога піхоті при відбитті атак противника. Найрезультативніші бої проходили протягом 20 — 29 вересня 1943 року на території Полтавської області при переслідуванні відступаючого противника, коли група з шести СУ-76И знешкодила три танки противника.
1902-й Кременчуцький самохідний артилерійський полк разом з
- 39-м гвардійським стрілецьким полком
- 57-м танковим полком
- 301-м винищувально-протитанковим полком
- вогнеметною ротою
- ротою саперів

включені до складу передового загону від 32 стрілецького корпусу генерала Родимцева. Очолив загін заступник командира тринадцятого гвардійської стрілецької дивізії полковник П. В. Гаєв. Завданням загону було наступ в напрямку Щорсівка, Нестероввка і оволодіння переправами на р. Ворскла з наступним обходом Полтави і переслідування відступаючого противника в напрямку Кременчука.
Вже до вечора 21 вересня загін форсував Ворсклу в районі Коротенково і зав'язавши бої на західному березі, забезпечуютьл швидку переправу 32-го корпусу і створили загрозу правому флангу і тилу німецьких частин, які обороняли Полтаву. Це забезпечило швидке звільнення Полтави та просування радянських частин у напрямку Кременчука.

### Бій за Кременчук
У межах міста загін зустрів артилерійський вогонь, але радянські танкісти зуміли його придушити. Загін продовжував рухатися вперед і незабаром вийшов до Дніпра. 29 вересня місто було звільнене.
У цих боях полк втратив 9 машин — 4 САУ згоріло, 3 підбито і 2 підірвалися на мінах.
Після звільнення Кременчука полк брав участь в бойових операціях у складі 5-ї гвардійської армії майже до кінця листопада 1943 року.

### Передислокація та доукомплектування
28 листопада 1943 1902-й Кременчуцькоий самохідно-артилерійський полк увійшов в резерв Ставки і передислокувався в сел. Правда Пушкінського району Московської області, де був на доукомплектування самохідками та особовим складом.

### Зняття блокади Ленінграда
2 січня 1944 полк був переведений на Ленінградський фронт, для оперативного посилення 42 і 67 армії Ленінградського фронту.
Рішення про ліквідацію ворожої блокади Ленінграда Ставка прийняла в кінці листопада 1943 року. Здійснити операцію намічалося силами Ленінградського, Волховського і 2-го Прибалтійського фронтів із залученням Балтійського флоту. Операція була призначена на 14 січня 1944 року.
Вранці 14 січня 1200 гармат і міномтов, 70 з гаком установок реактивної артилерії і гармати головного калібру кораблів Балтійського флоту почали артпідготовку. Вона тривала понад годину.
На напрямку головного удару 42-ї армії наступав 30-й гвардійський стрілецький корпус генерала Н. П. Сімоняка. Разом з дивізіями корпусу йшли танки безпосередньої підтримки піхоти — 31-й, 46-й, 260-й і 261-й гвардійські важкі танкові і 1902-й самохідно-артилерійський полки.
У другій половині дня всі танки разом з піхотою йшли в наступ. Знищуючи живу силу і вогневі засоби противника, вони допомагали стрільцям долати опір гітлерівців. Найбільш успішно вирішували завдання 261-й полк майора В. І. Кононцева, 31-й полк майора С. Ф. Семьоркіна і 1902-й самохідно-артилерійський полк підполковника Н. С. Грдзелішвілі. Особливої напруги бої досягли в районі Хамілейне, Великого Віттолова, Мендухарі.

### Бої в Білорусі
В березні 1944 року полк вийшов на шосе Псков-Острів, і атакував станцію Стремутка, щоб перерізати це шосе і гілку залізниці. У цьому бою було спалено і підбито останні самохідки полку. Полк вивели в тил на переформування.
Отримавши нову техніку, особовий склад полк перебуває в резерві Ставки, а 28 травня 1944 р. входить до складу 2-го Білоруського фронту, під Могильов, в смугу оборони 49-ї Армії, де готувався наступ. Полк був зарахований в армійський ударний передовий загін, якому потрібно було після прориву німецької оборони, діяти в німецькому тилу, пройти рейдом на максимальну глибину, перекриваючи противнику дороги до відступу.
Вночі, 23 червня 1944 бійці штрафного батальйону форсували річку Проня і захопили плацдарм, на який інженерні частини підвели наплавний міст. По цьому мосту вранці полк пішов у рейд на Могильов. Двадцять 4 червня 1944 полк був на річці Бася, на наступний день на річці Реста, а двадцять шостого прорвалися до Дніпра в районі села Луполове (передмістя Могилева). Тут, отримавши новий наказ, разом з танковою бригадою і ІПТАПом, полк повернув на північ, де форсував Дніпро й вийшов на стик шосейних доріг, на Мінськ і Гродно і на мінському шосе встав в засідку. У цьому місці німці зробили спробу прориву на захід. Бій тривав цілу добу, радянські танкісти й артилеристи, встояли і не дали німцям можливість пройти і вислизнути з оточення.
Полк перебував на так званому південному «Кордоні Мінського котла». Радянські та німецькі частини тут перемішалися, вдень радянські частини рухаються на захід, а вночі по їхніх слідах, тим же маршрутом, йдуть німці, винищуючи по ходу тилові частини і ускладнюючи підвіз пального для бронетехніки. Передовим загонам часто доводилося зупинятися і займати кругову оборону. Постачалось пальне навіть з повітря за допомогою літаків ПО-2 — вони сідали прямо в полі, поряд з танками і самохідками.
12 липня полк був висунутий на Мости і вийшов до Німану.

### Кінець війни
6 вересня 1944 полк у складі 3-ї армії 2-го Білоруського фронту оволодіває м. Остроленка, 13 вересня — Ломжа, після чого переводиться до складу 48-ї армії 3-го Білоруського фронту. У складі цієї армії полк входить до кінця війни.
Розформований полк у грудні 1945 року, в музей танкових військ РФ знаходиться його бойовий прапор та ордени.

## Нагороди та вшанування

Одна з гранітних плит у Меморіальному комплексі військовим з'єднанням і частинам, що відзначилися в боях за Кременчук

21 січня 1944 за зразкове виконання завдань командування на фронті боротьби з німецькими загарбниками і проявлені при цьому доблесть і мужність 1902 самохідно-артилерійський полк був нагородженийен орденом Бойового Червоного Прапора, а 27 січня 1944 року — орденом Суворова 2-го ступеня.
9 серпня 1944 1092 САП за зразкове виконання завдань командування в боях з німецькими загарбниками, за оволодіння містом Білосток і проявлені при цьому доблесть і мужність був нагороджений орденом Кутузова II ступеня.
Старший сержант Познанський присвятив своєму 1902-му полку вірші:
|  | Мы били немца в Украине И он с боями отступал Но за собою лишь руины Да серый пепел оставлял. |

|  | Мне не забыть одно селенье, Когда то чудной красоты, Здесь создавалися творенья, Поэтов наших, но увы…. Печально нас оно встречало, Огонь и дым над ним стоял, Оно нас к мщенью призывало! И полк наш мстил – враг отступал. Мы шли на помощь Ленинграду И там по сталински дрались, На части рвали мы блокаду, Сминая все, вперед неслись! |

В Кременчуці у Парку Миру у Меморіальному комплексі військовим з'єднанням і частинам, що відзначилися в боях за Кременчук на одній з плит висічена назва 1902-го Кременчуцького самохідного артилерійського полку.